# Delante Johnson
Delante Johnson est un boxeur américain né le 13 août 1998.

## Carrière
Delante Johnson commence la boxe anglaise à l'âge de 7 ans. Lors du tournoi olympique des welters des Jeux olympiques d'été de 2020, le boxeur américain s’incline contre le Cubain Roniel Iglesias, futur champion olympique, en quarts de finale, à l'unanimité des juges.

## Palmarès

### Jeux panaméricains
- Médaille de bronze en -69 kg en 2019 à Lima, Pérou.